# Морган Шнедерлен
Морга́н Шнедерле́н (фр. Morgan Schneiderlin, нар. 8 листопада 1989, Оберне, Франція) — французький футболіст, півзахисник клубу «Ніцца».

## Клубна кар'єра
У дорослому футболі дебютував 2006 року виступами за команду клубу «Страсбур», в якій провів два сезони, взявши участь лише у 5 матчах чемпіонату.
До складу англійського «Саутгемптона» приєднався 2008 року. Пройшов з командою через Першу футбольну лігу та Чемпіонат Футбольної Ліги, сягнувши Прем'єр-ліги лише в сезоні 2012/13. Загалом провів за саутгемптонську команду понад 200 ігор чемпіонату.

## Виступи за збірну
2010 року залучався до складу молодіжної збірної Франції. На молодіжному рівні зіграв у 3 офіційних матчах, забив 1 гол.
6 червня 2014 року, попри відсутність досвіду офіційних матчів у складі національної збірної Франції, був доданий до її заявки для участі у фінальній частині чемпіонату світу 2014 року у Бразилії як заміна травмованому Франку Рібері.

## Досягнення
- Володар Кубка Англії (1):

«Манчестер Юнайтед»: 2016
- Володар Суперкубка Англії (1):

«Манчестер Юнайтед»: 2016
- Віце-чемпіон Європи: 2016